# FOXO3
Forkhead box O3 è una proteina codificata dal gene FOXO3, nota nell'essere umano con l'acronimo: FOXO3 o FOXO3a , con: dFOXO in Drosophila melanogaster e con: Daf-16 nel nematode Caenorhabditis elegans, tale gene nell'essere umano è localizzato sul cromosoma 6 a 108.88 – 109.01 Mb. Sono state identificate varianti da splicing-alternativo di questa proteina .

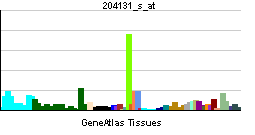
Pattern di espressione del gene FOXO3

## Fisiologia
FOXO3 appartiene alla sottoclasse O della famiglia dei fattori di trascrizione denominati forkhead, tali fattori di trascrizione sono caratterizzati dalla presenza di un dominio molecolare a forma di forcella, il quale consente a tali proteine di contattare il DNA. Come tutti i fattori di trascrizione regola la trascrizione del DNA. Negli esseri umani, sono state identificate tre varianti FOXO: FOXO1, FOXO4 e FOXO6. L'attività di questi fattori di trascrizione viene inibita mediante fosforilazione da parte di altre proteine quali le Akt/PKB attivate nella via di segnalazione PI3K (ad eccezione di FOXO6, che può essere costitutivamente nucleare); Il funzionamento di FOXO3a può essere modulato anche mediante modificazioni post-traduzionali come acetilazione e metilazione .
Questa proteina interviene nel processo di apoptosi cellulare, attraverso la sovra-regolazione dei geni necessari per la morte delle cellule, come Bim e PUMA, o nella sotto-regolazione dei geni di anti-apoptotici come FLIP ; In entrambi i casi viene promossa la morte delle cellule.
Una variante di FOXO3 in particolare ha dimostrato di essere associata con la longevità negli esseri umani, la maggior parte dei centenari risulta infatti portatore di tale mutazione . I geni omologhi: Daf-16 nel nematode Caenorhabditis elegans e dFOXO nel moscerino della frutta Drosophila melanogaster, sono associati con la longevità di questi organismi.

## Patologia
L'errata regolazione dell'attività di FOXO3a è coinvolta nel processo tumorale, per esempio la leucemia acuta secondaria è associata alla traslocazione di questo gene con il gene MLL; Per il suo effetto di promuovere la morte cellulare FOXO3 è conosciuto anche come un soppressore del tumore . La scarsa espressione di FOXO3a viene considerata un fattore di rischio tumorale.